# K-219
Il K-219 era un SSBN di costruzione sovietica della classe Yankee (Progetto 667A). Entrato in servizio nel 1971 con la Flotta del Nord, naufragò il 6 ottobre 1986 a causa di un incidente.

## L'incidente
Il 3 ottobre 1986, il K-219 stava svolgendo una missione di pattugliamento a 1 100 km nord est delle Isole Bermude. Improvvisamente, si verificò un'esplosione nel pozzo di lancio numero sei. Tale esplosione fu provocata dalla fuoriuscita di propellente dal missile, e danneggiò molto gravemente lo scafo.
Nel 1979, il sottomarino era rimasto vittima di un incidente simile. Infatti, sempre a causa di una perdita di carburante da un missile, si era verificata un'esplosione a bordo, con successivo incendio. In quell'occasione, tuttavia, l'equipaggio era riuscito a riportare il battello in porto. Il tubo di lancio dov'era avvenuta l'esplosione era stato però rimosso, e quindi il K-219 imbarcava solo 15 missili.
In questa occasione, però i danni furono decisamente più gravi. I resti del missile, insieme a due testate nucleari, finirono in mare. Il sottomarino fu costretto a riemergere, ma l'equipaggio non riuscì a domare le fiamme, che continuarono a divampare per giorni, fino all'affondamento dell'unità. Al momento dell'incidente, era in funzione solo un reattore nucleare. Dopo l'emersione, venne attivato anche l'altro. Le fiamme tuttavia provocarono un corto circuito, che mise fuori uso il sistema di raffreddamento di emergenza. Si rischiò quindi di incorrere nella fusione del nocciolo, che poté essere evitata solo grazie al sacrificio dell'ufficiale addetto agli armamenti e del marinaio Sergej Anatol'evič Preminin. I due, infatti, dopo numerosi tentativi, riuscirono a spegnere manualmente il reattore, recandosi direttamente al suo interno. Sfortunatamente però Preminin rimase intrappolato nel reattore a causa di una depressione che rese impossibile la riapertura della botola d'accesso. Il marinaio morì, dopo alcuni disperati tentativi da parte dei suoi compagni di riaprire la botola, a causa delle elevatissime temperature all'interno del reattore. Per il suo estremo sacrificio, Preminin ricevette l'ordine della Stella Rossa.
Intanto, tre mercantili sovietici che navigavano in zona, il Fyodor Bredikhin, il Krasnovardeysk, ed il Bakarisa, erano giunti in aiuto del battello in difficoltà. Il 4 ottobre, fu completata l'evacuazione di gran parte dell'equipaggio: a bordo rimasero solo il capitano ed altri nove uomini. Il 5 ottobre, il Krasnovardeysk ricevette l'ordine di rimorchiare l'SSBN fino a Gadzhievo (che era a 7 000 km di distanza). Il giorno successivo, tuttavia, visto che il sottomarino continuava ad inabissarsi, i dieci uomini furono costretti ad abbandonarlo. Il K-219 affondò alle 11:02 del 6 ottobre 1986.
Nel naufragio perirono sei uomini: quattro di questi direttamente a causa dell'incidente, mentre i restanti due per complicazioni successive.

## Le teorie successive
Attorno alla vicenda sono nate varie leggende popolari che ipotizzavano il coinvolgimento della marina americana. Infatti, secondo una di quelle teorie, la falla nel tubo di lancio del missile sarebbe stata provocata dalla collisione con un sottomarino nucleare americano, l'USS Augusta. Tale unità incrociava nelle vicinanze in quei giorni. Tuttavia, l'ipotesi della collisione non solo non ha mai trovato conferme, ma è sempre stata smentita dalla marina americana. Inoltre non è ben chiaro in che modo la collisione tra due sottomarini avrebbe potuto danneggiare solo un tubo di lancio. Tutto questo, unito al fatto che negli anni precedenti si erano già verificati incidenti simili allo stesso tubo di lancio, hanno portato alla smentita di queste teorie. Il relitto del sottomarino giace ad una profondità di 5500 metri, ubicato a  circa 680 miglia (1100 km) nord est dell'isola di Bermuda e fino a tutto il 2022 non è stato fotografato, sebbene, a causa dell'elevata pressione dell'acqua, sia sicuramente imploso e spezzato in più tronconi.

## Cinematografia
Nella seconda metà degli anni novanta, fu girato un film che narrava le vicende relative all'incidente del K-219, Minaccia nell'Atlantico (Hostile Waters), che fu trasmesso per la prima volta sulla rete britannica BBC One il 26 luglio 1997. Nell'opera cinematografica viene sostenuta l'idea della collisione con un sottomarino americano, chiamato USS Aurora. Questo ha costretto l'US Navy ad una categorica smentita al proposito della ricostruzione.